# Кампече (муниципалитет)
Кампе́че (исп. Campeche) — муниципалитет в Мексике, штат Кампече, с административным центром в столице штата, городе Сан-Франсиско-де-Кампече. Численность населения, по данным переписи 2020 года, составила 294 077 человек.

## Общие сведения
Название происходит от майяского: Can Pech, что можно перевести как место змей и клещей.
Площадь муниципалитета равна 3224,3 км², что составляет 5,6 % от общей площади штата, а наиболее высоко расположенное поселение Лос-Тласкальтекас находится на высоте 154 метра.
Он граничит с другими муниципалитетами штата Кампече: на севере с Тенабо, на востоке с Хопельченом, на юге с Чампотоном, и на западе с Сейбаплаей, а также на западе берега муниципалитета омываются водами Мексиканского залива.

## Учреждение и состав
Муниципалитет был образован 1 января 1916 года. По данным 2020 года в его состав входит 200 населённых пунктов, самые крупные из которых:
| Код INEGI                  | Населённый пункт                                                                                                   | Численность населения (2005 год) | Численность населения (2010 год) | Численность населения (2020 год) |
| -------------------------- | --- | -------------------------------- | -------------------------------- | -------------------------------- |
| 002                        | Всего | 238850                           | 259005                           | 294077                           |
| 0001                       | Сан-Франсиско-де-Кампече (исп. San Francisco de Campeche) 19°50′41″ с. ш. 90°32′23″ з. д. (административный центр) | 211671                           | 220389                           | 249623                           |
| 0087                       | Лерма (исп. Lerma) 19°48′22″ с. ш. 90°36′03″ з. д.                                                                 | н/д                              | 8281                             | 8971                             |
| 0077                       | Чина (исп. Chiná) 19°46′10″ с. ш. 90°29′43″ з. д.                                                                  | 4767                             | 5194                             | 6295                             |
| 0465                       | Лос-Лаурелес (исп. Los Laureles) 19°29′16″ с. ш. 89°59′41″ з. д.                                                   | 2123                             | 2251                             | 2669                             |
| 0110                       | Альфредо-Бонфиль (исп. Alfredo V. Bonfil) 19°31′41″ с. ш. 90°10′50″ з. д.                                          | 1809                             | 2060                             | 2416                             |
| 0096                       | Пич (исп. Pich) 19°29′10″ с. ш. 90°07′06″ з. д.                                                                    | 1720                             | 1756                             | 2055                             |
| 0104                       | Тикинмуль (исп. Tikinmul) 19°46′06″ с. ш. 90°13′25″ з. д.                                                          | 1504                             | 1663                             | 2029                             |
| 0086                       | Ими́ (исп. Imí) 19°52′32″ с. ш. 90°28′25″ з. д.                                                                     | 1035                             | 1227                             | 1651                             |
| —                          | Прочие | 14221                            | 16184                            | 18368                            |
| Названия на карте Генштаба | |                                  |                                  |                                  |

## Экономическая деятельность
По статистическим данным 2000 года, работоспособное население занято по секторам экономики в следующих пропорциях:
- сельское хозяйство, животноводство и рыбная ловля — 8,2 %;
- промышленность и строительство — 22,2 %;
- торговля, сферы услуг и туризма — 68,2 %;
- безработные — 1,4 %.

## Инфраструктура
По статистическим данным 2020 года, инфраструктура развита следующим образом:
- электрификация: 99,3 %;
- водоснабжение: 82,9 %;
- водоотведение: 98,2 %.

В муниципалитете расположен международный аэропорт имени Игнасио Альберто Акуньи Онгая.

## Фотографии
- Кафедральный собор и городской парк
- Вид на побережье
- Археологическая зона Эцна